# Dita Řepková
Dita Řepková (* 1975 Brno) je česká soudkyně, od prosince 2024 je soudkyní Ústavního soudu ČR, předtím působila na Městském soudu v Brně a na Krajském soudu v Brně.

## Studium
Vystudovala Právnickou fakultu Masarykovy univerzity, na níž v roce 2000 získala titul Mgr. a o dva roky později také titul JUDr. Je rovněž absolventkou doktorského studia práva na Právnické fakultě Univerzity Karlovy v Praze, které úspěšně zakončila v roce 2021 obhajobou disertační práce na téma ochranného léčení a zabezpečovací detence.

## Pracovní kariéra
V letech 2002 až 2008 byla asistentkou soudkyně Ústavního soudu ČR Elišky Wagnerové. V roce 2006 složila justiční zkoušku a v roce 2008 byla jmenována soudkyní. Nejprve působila na brněnském Městském soudu, od roku 2019 potom na Krajském soudu v Brně. Na obou soudech se věnovala agendě trestního práva. Má zkušenosti také z mezinárodního právního prostředí. Absolvovala stáže ve Velké Británii, v USA, v Nizozemsku a v roce 2023 na Evropském soudu pro lidská práva ve Štrasburku.

### Ústavní soudkyně
Dne 3. října 2024 ji prezident ČR Petr Pavel navrhl Senátu PČR na post soudkyně Ústavního soudu ČR. Dne 20. listopadu 2024 Senát souhlasil s návrhem prezidenta na její jmenování soudkyní Ústavního soudu (nominaci v tajné volbě podpořilo 71 ze 77 senátorů) a dne 12. prosince 2024 ji prezident Pavel jmenoval. Řepková obsadila uvolněné místo po soudci Davidu Uhlířovi, jehož desetileté funkční období skončilo o dva dny dříve.